# Helmut Lötzerich

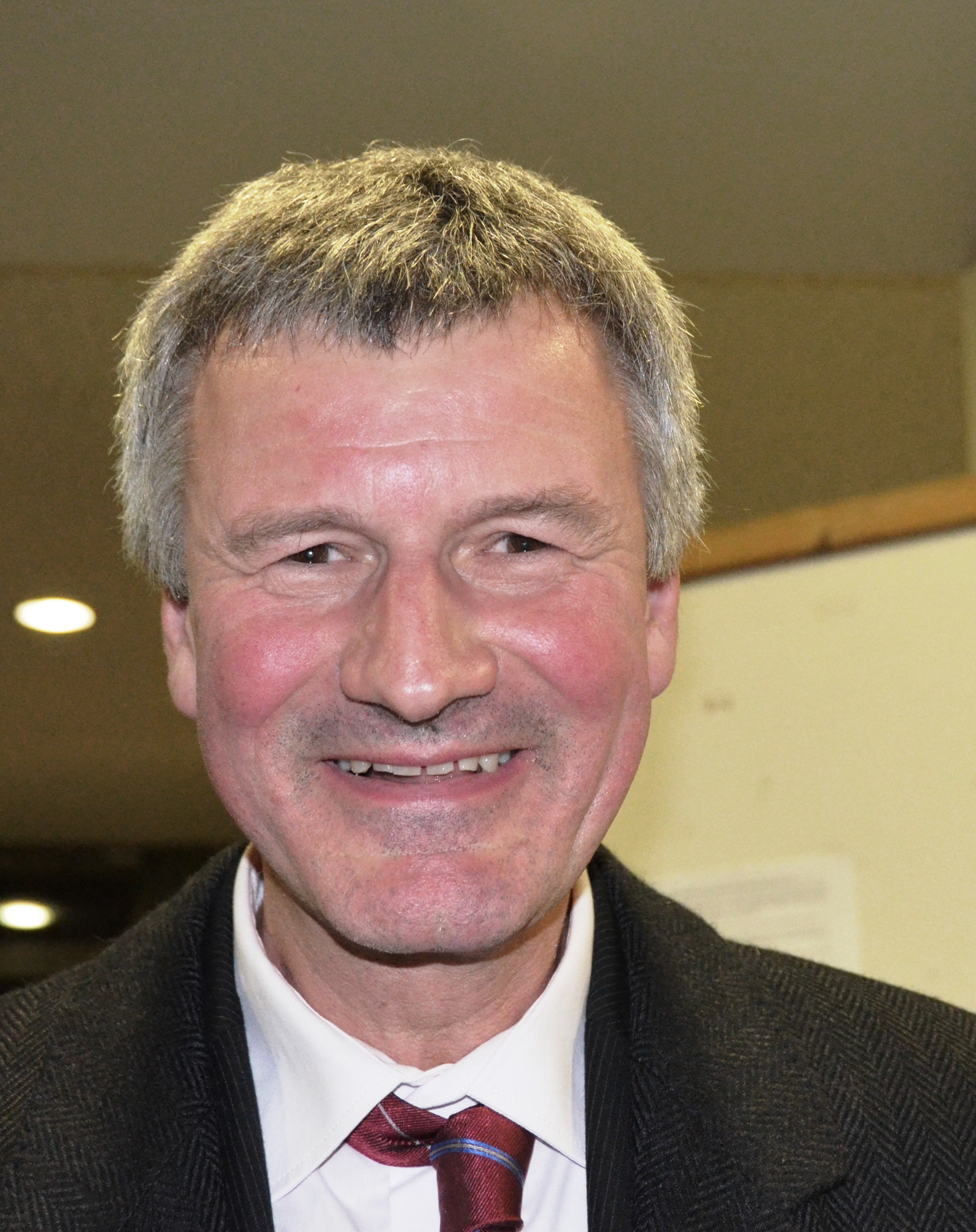
Helmut Lötzerich

Helmut Lötzerich (* 1957 in Haan) ist ein deutscher Trainer und Sportwissenschaftler.
Helmut Lötzerich absolvierte ein Diplomsportstudium an der Deutschen Sportschule Köln (DSHS) sowie ein Biologiestudium an der Universität zu Köln und schloss mit dem Zweiten Staatsexamen für Lehramt für Sekundarstufe II und I 1986 ab. Anschließend folgte bis 1988 das Promotionsstudium am Institut für Morphologie und Tumorforschung der DSHS mit abschließender Habilitation im Jahre 1995.
Seit 1998 ist Lötzerich stellvertretender Institutsleiter für Natursport und Ökologie der DSHS und seit 2000 Oberstudienrat i. H. (= im Hause) am Institut für Natursport und Ökologie. Seine Arbeitsschwerpunkte liegen im Bereich Sport und Immunsystem, Sport und Krebs, Immunsystem bei Hochleistungs- und Breitensportler, Radsport und Leistungsdiagnostik.
Helmut Lötzerich ist seit 1994 zudem Dozent an der Trainerakademie Köln. Von 1977 bis 1987 engagierte er sich beim Haaner TV als Leichtathletiktrainer. Er selbst nahm mehrfach an Endläufen über 400 und 4 × 400 Meter für den Haaner TV und für Bayer Leverkusen teil.

## Auszeichnungen
- 1988 Toyota Förderpreis
- 1992 Van Aaken-Preis

## Veröffentlichungen (Auswahl)
- En forme à cheval. Paris, Vigot 1997
- Krebs und Sport. Köln, Sport und Buch Strauß 1997
- Sportbiologie. Wiesbaden, Limpert 1996
- Fit im Sattel. Niedernhausen/Ts, Falken 1995
- Hochleistungssport und Immunsystem. Sankt Augustin Academia-Verl 1995
- Sportbiologie. Wiesbaden, Limpert 1991
- Immunbiologische Aspekte von Sport und Krebs. 1987